# Salusa Secundus
Salusa Secundus es un planeta ficticio en la saga literaria de ciencia ficción Dune, escrita por Frank Herbert. Es el tercer planeta de la estrella Gamma Waiping.

## Historia
Salusa Secundus fue la capital de la llamada Liga de los Lores, una organización formada por los mundos alineados en la guerra contra las máquinas pensantes que se apoderaron de los planetas del Antiguo Imperio Galáctico cuya capital se encontraba en la Tierra.
Las máquinas pensantes eran antiguos humanos que consideraban al Imperio corrupto y débil, por lo que lograron tomar el poder de todos los mundos en un audaz golpe de Estado, y alzarse con el poder. Para poder seguir gobernando, trasladaron sus cerebros a cuerpos mecánicos y extendieron su poder en casi todo el Antiguo Imperio.
Sin embargo, por un error de cálculo de uno de los líderes de la revuelta, entregó el control de la autoridad a una IA llamada Omnius, la cual subyugó a las máquinas pensantes y expandiendo su poder a todos los mundos ex imperiales, creando los llamados Mundos Sincronizados.
Solo unas pocas decenas de planetas pudieron defenderse, creando la Liga de los Nobles y fundando la capital en Salusa Secundus. Durante siglos las máquinas atacaron a varios de los planetas pero su interés en la capital era breve ya que preferian la eficacia, por lo que se apoderaban de los planetas y esclavos de los mundos No Alineados, convirtiéndolos en los Mundos Sincronizados.

## Yihad Butleriana
Con la llegada de la Yihad Butleriana se tomaron todas las medidas necesarias con tal de detener las máquinas a cualquier costo, eso incluyó utilizar soldados y voluntarios contra las máquinas en desproporciones de armas y equipos, todo con tal de lograr la victoria.
La respuesta de las máquinas fue lanzar un virus que arrasó el 80% de la humanidad en todos los mundos, para al final lanzar un golpe que destruyera totalmente Salusa Sencudus, por medio de la reunión de todas las naves robot de todos los Mundos Sincronizados. Sin embargo, con la llegada de la nueva e inestable tecnología de doblamiento del espacio que permitía viajar en lugar de meses o años en tránsito a solo minutos, los líderes militares Xavier Harkonnen y Voiran Atreides aplicaron la estrategia de ir a todos los Mundos Sincronizados y destruirlos totalmente (a riesgo de perder el 10% de las naves en cada salto), para luego saltar de último hacia la capital de Omnius, el planeta Corrin. todo esto mientras planeaban sacrificar a Salusa Secundus y terminar la guerra, ya que las máquinas carecían de esa tecnología y tardarían meses de viaje en llegar a la capital, destruirla y volver para defender Corrin.
Pese a ello, Omnius fue informado por un traidor de la táctica, logrando ordenar que volviera la flota y dejar sin efecto el ataque a Salusa Secundus, con el fin de defender Corrin. Cuando lograron llegar, ya la flota de la Yihad se encontraba en órbita y se creó una crisis que terminó en un asedio a Corrin, encerrando a las máquinas en el planeta y luego de unos años se libro la batalla final que culminaria la Yihad, destruiría a Omnius y las Máquinas Pensantes, establecería las bases del Nuevo Imperio y los hechos que crearian las Casas Nobles Harkonnen y Atreides.
La familia gobernante estaría establecida por los Butler creando la Casa Corrino y estableciéndose en Salusa Secundus.

## Clima
El planeta tenía un hermoso clima de montaña, famosa por su viñedos y productos agrícolas. Durante miles de años fue el lugar ideal para el Emperador y su familia, sin embargo todo esto culminaria por hechos provocados por el mismo Imperio al atacar y declarar renegada una familia Noble, la cual lanzó un ataque de venganza llevando un transporte al planeta con armas nucleares que destruyeron el continente capital de Salusa, matando a millones y exterminar casi toda la familia imperial.
Fue designado como Planeta Prisión Imperial tras el traslado de la corte imperial al planeta Kaitain. Además, es el planeta donde se entrena la guardia imperial, conocida como los Sardaukar.
El nuevo emperador convirtió el planeta en una prisión de donde nadie vuelve y sede de reclutamiento de los soldados imperiales Sadaukar. El clima y las condiciones de vida son tales que los prisioneros que consiguen sobrevivir a ellas son automáticamente seleccionados para servir en los Sardaukar.
Destacan en él tormentas similares a las tormentas de Coriolis de Arrakis, y los toros salusanos, destinados a espectáculos similares a las corridas de toros.

## Fuente
Toda esta información se encuentra en los libros Preludio de Dune llamados Jihad Butleriana, Casa Atreides y Casa Harkonnen.
- Datos: Q2617791